# Lista siturilor arheologice din județul Sibiu - V
Lista siturilor arheologice din județul Sibiu - V conține toate siturile arheologice din județul Sibiu înscrise în Repertoriul Arheologic Național (RAN) și aflate în localități al căror nume începe cu litera V. RAN este administrat de Ministerul Culturii și Patrimoniului Național și cuprinde date științifice, cartografice, topografice, imagini și planuri, precum și orice alte informații privitoare la zonele cu potențial arheologic, studiate sau nu, încă existente sau dispărute.
Puteți căuta un sit din localitățile care încep cu litera V folosind formularul de mai jos sau puteți naviga prin toate siturile din județ la Lista siturilor arheologice din județul Sibiu.
| Cod RAN                                    | Denumire | Localitate                               | Adresă           | Datare                                           | Descoperit | Coordonate                                              | Imagine           | Erori            |
| ------------------------------------------ | --- | ---------------------------------------- | ---------------- | ------------------------------------------------ | ---------- | ------------------------------------------------------- | ----------------- | ---------------- |
| 145033.01.01                               | Așezarea neolitică de la Văleni - Racomețul de Sus / ansamblu anonim (Categorie: locuire civilă) (Tip: Așezare)              | sat Văleni, comuna Micăsasa              | Racomețul de Jos | Petrești                                         |            |                                                         | Încărcați imagine | Raportați eroare |
| 144483.02                                  | Topoare eneolitice de la Vărd - Sawer Nak (Categorie: descoperire izolată) (Tip: obiect izolat)                              | sat Vărd, comuna Chirpăr                 | Sawer Nak        |                                                  | 1876       |                                                         | Încărcați imagine | Raportați eroare |
| 144580.01.01                               | Așezarea neolitică la Valea Lungă - La Biserică / ansamblu anonim (Categorie: locuire civilă) (Tip: Așezare)                 | sat Valea Lungă, comuna Dârlos           | La Biserică      | Petrești                                         |            |                                                         | Încărcați imagine | Raportați eroare |
| 144642.01.01                               | Locuire neolitică la Valchid / ansamblu anonim (Categorie: locuire civilă) (Tip: Așezare)                                    | sat Valchid, comuna Hoghilag             |                  | Petrești                                         |            |                                                         | Încărcați imagine | Raportați eroare |
| 145596.01.01 (Cod LMI: SB-II-m-B-12579)    | Biserica "Sf. Treime" din Vale / ansamblu anonim (Categorie: structură de cult/religioasă) (Tip: Biserică)                   | localitate componentă Vale, oraș Săliște | str. Mare 106    | sec. al XVIII-lea                                |            |                                                         | Încărcați imagine | Raportați eroare |
| 145970.01.01 (Cod LMI: SB-II-m-A-12582.02) | Ansamblul bisericii fortificate din Valea Viilor / ansamblu anonim (Categorie: construcție) (Tip: Fortificație)              | sat Valea Viilor, comuna Valea Viilor    | 341              | sec. al XVI-lea                                  |            |                                                         | Încărcați imagine | Raportați eroare |
| 145970.01.02 (Cod LMI: SB-II-m-A-12582.01) | Ansamblul bisericii fortificate din Valea Viilor / ansamblu anonim (Categorie: construcție) (Tip: Biserică)                  | sat Valea Viilor, comuna Valea Viilor    | 341              | sec. XIV-XVI                                     |            |                                                         | Încărcați imagine | Raportați eroare |
| 144642.02.01 (Cod LMI: SB-II-m-A-12577.02) | Ansamblul bisericii evanghelice fortificate de la Valchid / ansamblu anonim (Categorie: locuire) (Tip: Cetate sătească)      | sat Valchid, comuna Hoghilag             | 197              | sec. XVI; refacută sec. XVI                      |            |                                                         | Încărcați imagine | Raportați eroare |
| 144642.02.02 (Cod LMI: SB-II-m-A-12577.01) | Ansamblul bisericii evanghelice fortificate de la Valchid / ansamblu anonim (Categorie: locuire) (Tip: Biserică)             | sat Valchid, comuna Hoghilag             | 197              | cca. 1507                                        |            |                                                         | Încărcați imagine | Raportați eroare |
| 144483.01.01 (Cod LMI: SB-II-m-B-12583)    | Biserica evanghelică fortificată de la Vărd / ansamblu anonim (Categorie: construcție de cult) (Tip: biserică)               | sat Vărd, comuna Chirpăr                 | 28               | cca. sec. XIII - XIV; fortificații sec. XV - XVI |            | 45°56′49″N 24°36′01″E / 45.9469444444°N 24.6002777778°E | Încărcați imagine | Raportați eroare |
| 144189.01.01 (Cod LMI: SB-II-m-B-12585.02) | Ansamblul bisericii evanghelice fortificate / ansamblu Incinta cu turn (Categorie: locuire) (Tip: Cetate sătească)           | sat Velț, comuna Bazna                   | 173              | sec. XVI                                         |            |                                                         | Încărcați imagine | Raportați eroare |
| 144189.01.02 (Cod LMI: SB-II-m-B-12585.01) | Ansamblul bisericii evanghelice fortificate / ansamblu Biserica fortificată (Categorie: locuire) (Tip: Biserică)             | sat Velț, comuna Bazna                   | 173              | 2/2 sec. XIV; mijl. XV; 1500 - 1510              |            |                                                         | Încărcați imagine | Raportați eroare |
| 145658.02.01                               | Cetatea sătească de la Veseud / ansamblu Fragmente de cetate sătească (Categorie: locuire) (Tip: Cetate sătească)            | sat Veseud, comuna Chirpăr               | 10               | sec. al XVI-lea                                  |            |                                                         | Încărcați imagine | Raportați eroare |
| 145658.02.02                               | Cetatea sătească de la Veseud / ansamblu Biserica fortificată (Categorie: locuire) (Tip: Biserică)                           | sat Veseud, comuna Chirpăr               | 10               |                                                  |            |                                                         | Încărcați imagine | Raportați eroare |
| 145658.01.01 (Cod LMI: SB-II-m-B-12586)    | Conacul de la Veseud / ansamblu anonim (Categorie: construcție) (Tip: Conac)                                                 | sat Veseud, comuna Slimnic               |                  | începutul sec. al XIX-lea                        |            |                                                         | Încărcați imagine | Raportați eroare |
| 146003.01.01 (Cod LMI: SB-II-m-A-12589)    | Biserica medievală din Vurpăr / ansamblu anonim (Categorie: structură de cult/religioasă) (Tip: Biserică)                    | sat Vurpăr, comuna Vurpăr                | 1                | sec. al XIII-lea                                 |            | 45°53′42″N 24°20′50″E / 45.895°N 24.3472222222°E        | Încărcați imagine | Raportați eroare |
| 146003.01.02 (Cod LMI: SB-II-m-A-12589)    | Biserica medievală din Vurpăr / ansamblu anonim (Categorie: structură de cult/religioasă) (Tip: Fragmente ale fortificației) | sat Vurpăr, comuna Vurpăr                | 1                | înc. sec. al XIII-lea                            |            | 45°53′42″N 24°20′50″E / 45.895°N 24.3472222222°E        | Încărcați imagine | Raportați eroare |
| 146003.02                                  | Topor neolitic la Vurpăr - Pădurea Copiilor (Categorie: descoperire izolată) (Tip: obiect izolat)                            | sat Vurpăr, comuna Vurpăr                | Pădurea Copiilor |                                                  |            |                                                         | Încărcați imagine | Raportați eroare |
| 145970.02.01                               | Complex arheologic de epoca bronzului de la Valea Viilor - Hall / ansamblu anonim (Categorie: descoperire) (Tip: complex)    | sat Valea Viilor, comuna Valea Viilor    | Hall             |                                                  | 1875       |                                                         | Încărcați imagine | Raportați eroare |
| 145970.03.01                               | Forticația de la Valea Viilor - Cetatea Popilor / ansamblu anonim (Categorie: construcție defensivă) (Tip: fortificație)     | sat Valea Viilor, comuna Valea Viilor    | Cetatea Popilor  |                                                  |            |                                                         | Încărcați imagine | Raportați eroare |
| 144483.03.01                               | Depozitul de bronzuri de la Vărd - Ueshet / ansamblu anonim (Categorie: depozit/tezaur) (Tip: Depozit)                       | sat Vărd, comuna Chirpăr                 | Ueshet           | - Ha B1 sec. X î.Hr.                             | 1865       |                                                         | Încărcați imagine | Raportați eroare |
| 144483.04.01                               | Depozitul Vărd II de la Vărd - Towern / ansamblu Depozitul Vărd II (Categorie: depozit/tezaur) (Tip: Depozit)                | sat Vărd, comuna Chirpăr                 | Towern           | - q neprecizată                                  |            |                                                         | Încărcați imagine | Raportați eroare |
| 144189.02.01                               | Tezaur la Velț / ansamblu anonim (Categorie: depozit/tezaur) (Tip: tezaur)                                                   | sat Velț, comuna Bazna                   |                  | sec. V d.Hr.                                     | 1905       |                                                         | Încărcați imagine | Raportați eroare |
| 146003.03.01                               | Depozit la Vurpăr - Rodeburg / ansamblu anonim (Categorie: depozit/tezaur) (Tip: Depozit)                                    | sat Vurpăr, comuna Vurpăr                | Rodeburg         | - Ha B1 sec. X î.Hr.                             | 1877       |                                                         | Încărcați imagine | Raportați eroare |